# Alpo Sarava
Alpo Alvar Sarava, född 16 november 1920 i Raumo, död 28 februari 1984, var en finländsk konstnär och museiman.
Alpo Saravas föräldrar var köpmannen Juho Salava och Anni Kivivuori. Han tjänstgjorde i armén under både Vinterkriget och Fortsättningskriget. Han gifte sig 1943 med konstnären Eeva Sarava (1920–96). Under efterkrigstiden arbetade han i sin fars möbelaffär i Raumo som kontorist 1945–51 och som VD 1952–58.  Efter hand ägnade han sig mer och mer åt konstnärligt arbete. Han debuterade på en utställning i Björneborg 1951 och utbildade sig i konst tillsammans med sin fru Eeva Sarava (1920–96) under tre månader på Académie de la Grande Chaumière i Paris 1959 och var sedan gymnasielärare 1962–70.
Alpo Sarava tog initiativ till att grunda Raumo konstmuseum 1969 och var dess förste intendent, fram till 1981.